# OR51E2
Olfaktorni receptor 51E2 je protein koji je kod ljudi kodiran OR51E2 genom.
Olfaktorni receptori formiraju interakcije sa molekulima mirisa u nosu, čime se inicira neuronski respons koji izaziva percepciju mirisa. Oni su odgovorni za prepoznavanje i G proteinima posredovanu transdukciju mirisnih signala. Proteini olfaktornih receptora su članovi velike familije G protein spregnutih receptora (GPCR). Poput mnogih receptora za neurotransmitere i hormone, olfaktorni receptori imaju strukturu 7-transmembranskog domena. Oni su kodirani genima sa jednim eksonom. Geni olfaktornih receptora su najveća familija genoma. Nomenklatura gena i proteina olfaktornih receptora je nezavisna od drugih organizama.

## Literatura
- Adams MD; Kerlavage AR; Fleischmann RD;  . (1995). „Initial assessment of human gene diversity and expression patterns based upon 83 million nucleotides of cDNA sequence” (PDF). Nature. 377 (6547 Suppl): 3—174. PMID 7566098.
- Xia C; Ma W; Wang F;  . (2001). „Identification of a prostate-specific G-protein coupled receptor in prostate cancer”. Oncogene. 20 (41): 5903—7. PMID 11593396. doi:10.1038/sj.onc.1204803.
- Yuan TT; Toy P; McClary JA;  . (2002). „Cloning and genetic characterization of an evolutionarily conserved human olfactory receptor that is differentially expressed across species”. Gene. 278 (1–2): 41—51. PMID 11707321. doi:10.1016/S0378-1119(01)00709-0.
- Strausberg RL; Feingold EA; Grouse LH;  . (2003). „Generation and initial analysis of more than 15,000 full-length human and mouse cDNA sequences”. Proc. Natl. Acad. Sci. U.S.A. 99 (26): 16899—903. PMC 139241 . PMID 12477932. doi:10.1073/pnas.242603899.
- Malnic B, Godfrey PA, Buck LB (2004). „The human olfactory receptor gene family”. Proc. Natl. Acad. Sci. U.S.A. 101 (8): 2584—9. PMC 356993 . PMID 14983052. doi:10.1073/pnas.0307882100.
- Gerhard DS; Wagner L; Feingold EA;  . (2004). „The Status, Quality, and Expansion of the NIH Full-Length cDNA Project: The Mammalian Gene Collection (MGC)”. Genome Res. 14 (10B): 2121—7. PMC 528928 . PMID 15489334. doi:10.1101/gr.2596504.
- Weng J; Wang J; Cai Y;  . (2005). „Increased expression of prostate-specific G-protein-coupled receptor in human prostate intraepithelial neoplasia and prostate cancers”. Int. J. Cancer. 113 (5): 811—8. PMID 15499628. doi:10.1002/ijc.20635.
- Weng J; Ma W; Mitchell D;  . (2006). „Regulation of human prostate-specific G-protein coupled receptor, PSGR, by two distinct promoters and growth factors”. J. Cell. Biochem. 96 (5): 1034—48. PMID 16149059. doi:10.1002/jcb.20600.
- Xu LL; Sun C; Petrovics G;  . (2006). „Quantitative expression profile of PSGR in prostate cancer”. Prostate Cancer Prostatic Dis. 9 (1): 56—61. PMID 16231015. doi:10.1038/sj.pcan.4500836.
- Wang J; Weng J; Cai Y;  . (2006). „The prostate-specific G-protein coupled receptors PSGR and PSGR2 are prostate cancer biomarkers that are complementary to alpha-methylacyl-CoA racemase”. Prostate. 66 (8): 847—57. PMID 16491480. doi:10.1002/pros.20389.

## Spoljašnje veze
- OR51E2+protein,+human на 